# Clericis laicos
 Clericis laicos  è una bolla pontificia di Papa Bonifacio VIII, redatta il 24 febbraio 1296, ma inviata il 21 aprile. Essa non era diretta esclusivamente al re di Francia, bensì a tutte le autorità civili, alle quali veniva proibito di imporre, esigere o anche soltanto ricevere tributi dai religiosi; inoltre, veniva loro interdetto di impadronirsi dei beni depositati da chiese ed ecclesiastici presso edifici ed enti; se avessero contravvenuto a questo ordine, le persone sarebbero state scomunicate e le città colpite da interdetto. Il Papa richiama dunque alcuni canoni di Concili precedenti e lancia velatamente delle accuse al re francese Filippo il Bello e al re d'Inghilterra a causa della loro politica fiscale della fine del 1295, con la quale intendevano sottomettere la Chiesa al potere secolare, eliminare le immunità e le autonomie ecclesiastiche ed impedire l'autonomia di giurisdizione della chiesa locale. Il Papa perciò dispone:
- la proibizione al clero di pagare, o anche solo di concedere, alcunché al potere civile senza il permesso della Santa Sede, pena scomunica e deposizione;
- la proibizione ai poteri civili di imporre tasse, pena la scomunica.

Filippo il Bello decise di opporsi risolutamente alla bolla, proibendo ogni rimessa d'oro ed argento fuori del regno senza una sua autorizzazione, così come di ogni mezzo di pagamento in contante o in titoli bancari. Ogni operazione finanziaria fatta per conto della Chiesa era dunque praticamente interrotta.
Il 7 febbraio 1297 Bonifacio promulgò alcune importanti concessioni riguardanti la Clericis laicos. Veniva ormai permesso agli ufficiali del re di richiedere amichevolmente, e ai prelati di accordare individualmente, doni e prestiti "volontari e senza coercizione".
Infine, il 31 luglio 1297 Bonifacio emanò un'altra bolla, Etsi de Statu, che costituisce una vera e propria revoca della Clericis laicos, e che concedeva la tassazione del clero da parte dello Stato senza autorizzazione papale, in caso di emergenza.
Questa bolla si inserisce dunque nell'aspra lotta condotta da Filippo il Bello contro Bonifacio VIII, e che proseguì, principalmente, con le bolle Ausculta fili e Unam Sanctam.